# 細沢山合戦
備後細沢山合戦（びんごほそさわやまがっせん）は、大内氏の支援を受けた備後の守護代、山名忠勝と伯耆国を制圧し、備後を狙う尼子経久との間で起こった合戦である。また、この合戦で、毛利元就が尼子に対し、敵対を表明している。

## 合戦までの流れ
1527年、尼子軍の牛尾幸清、湯原久晴、河副久盛らが備後の三次盆地一帯に集結した。一方、大内家の支援を受けた備後国の守護代山名忠勝は、南天山城の和智豊郷、旗返山城の江田隆連らを屈服させた。さらにこの時点で、毛利元就が大内方に密通し、高八山城の上山広信を調略し、大内方に引き入れている。一方、牛尾幸清は備後細沢山の地に砦を築いた。しかし、備後甲山城を本貫とする山内直通が何らかの理由で参陣を拒否し、甲山城を尼子軍が包囲する騒動があった。

## 合戦の情勢
そんな尼子軍に向けて毛利家臣の赤川元保や、備後青掛山城主の赤川右京亮らの手勢が奇襲を仕掛け、それを追撃した尼子軍は毛利家臣志道広良や上山広信に包囲され、湯原久晴が討死している。これに焦って撤退した尼子軍だが、尼子経久自ら備後入りし、ハチヶ壇城を築いて本陣とした。しかし、合戦が膠着状態となり、埒が明かないと判断した尼子経久は、山名・大内軍と和議を結び、出雲へ撤退していった。

## 合戦の影響
この合戦で、三吉致高らが大内に降伏し、大内氏の領土は、備後国の大半を領するにまで至った。この結果、尼子は一時衰退することになる。